# Campionato europeo maschile under 21 di calcio 1984
Il Campionato di calcio europeo Under-21 1984, 4ª edizione del Campionato europeo di calcio Under-21 organizzato dalla UEFA, si è svolto dal 28 febbraio al 24 maggio 1984. Il torneo è stato vinto dall'Inghilterra.
Le fasi di qualificazione hanno avuto luogo tra il 1º maggio 1982 e il 21 dicembre 1983 e hanno designato le otto nazionali finaliste che si sono affrontate in gare a eliminazione diretta con andata e ritorno.
La doppia finale si è disputata il 17 e il 24 maggio 1984 tra le formazioni della Spagna e dell'Inghilterra.

## Qualificazioni

### Squadre qualificate
| Squadra     |
| ----------- |
| Albania     |
| Francia     |
| Inghilterra |
| Italia      |
| Jugoslavia  |
| Polonia     |
| Scozia      |
| Spagna      |

## Fase finale
|  | Quarti di finale | Quarti di finale | Quarti di finale |             |             | Semifinali | Semifinali | Semifinali |  |  | Finale | Finale | Finale |
|  |                  |                  |                  |             |             |            |            |            |  |  |        |        |        |
|  |                  | Scozia           | 3                |             |             |            |            |            |  |  |        |        |        |
|  |                  | Jugoslavia       | 4                |             |             |            |            |            |  |  |        |        |        |
|  |                  | Jugoslavia       | 4                |             | Jugoslavia  | 0          |            |            |  |  |        |        |        |
|  |                  |                  |                  |             | Jugoslavia  | 0          |            |            |  |  |        |        |        |
|  |                  |                  | Spagna           | 3           |             |            |            |            |  |  |        |        |        |
|  |                  | Polonia          | Spagna           | 3           | 3           |            |            |            |  |  |        |        |        |
|  |                  | Polonia          |                  |             | 3           |            |            |            |  |  |        |        |        |
|  |                  | Spagna           | 6                |             |             |            |            |            |  |  |        |        |        |
|  |                  |                  |                  |             |             |            |            |            |  |  |        | Spagna | 0      |
|  |                  |                  |                  | Inghilterra | 3           |            |            |            |  |  |        |        |        |
|  |                  | Inghilterra      | 7                |             |             |            |            |            |  |  |        |        |        |
|  |                  | Francia          | 1                |             |             |            |            |            |  |  |        |        |        |
|  |                  | Francia          | 1                |             | Inghilterra | 3          |            |            |  |  |        |        |        |
|  |                  |                  |                  |             | Inghilterra | 3          |            |            |  |  |        |        |        |
|  |                  |                  | Italia           | 2           |             |            |            |            |  |  |        |        |        |
|  |                  | Albania          | Italia           | 2           | 0           |            |            |            |  |  |        |        |        |
|  |                  | Albania          |                  |             | 0           |            |            |            |  |  |        |        |        |
|  |                  | Italia           | 2                |             |             |            |            |            |  |  |        |        |        |

### Quarti di finale
Andata 28 febbraio, 14 e 21 marzo, ritorno 28 marzo, 4 e 11 aprile 1984.
| Squadra 1   | Totale | Squadra 2  | Andata | Ritorno |
| ----------- | ------ | ---------- | ------ | ------- |
| Scozia      | 3 - 4  | Jugoslavia | 2 - 1  | 1 - 3   |
| Polonia     | 3 - 6  | Spagna     | 2 - 2  | 1 - 4   |
| Inghilterra | 7 - 1  | Francia    | 6 - 1  | 1 - 0   |
| Albania     | 0 - 2  | Italia     | 0 - 1  | 0 - 1   |

### Semifinali
Andata 18 e 25 aprile, ritorno 2 maggio 1984.
| Squadra 1   | Totale | Squadra 2 | Andata | Ritorno |
| ----------- | ------ | --------- | ------ | ------- |
| Jugoslavia  | 0 - 3  | Spagna    | 0 - 1  | 0 - 2   |
| Inghilterra | 3 - 2  | Italia    | 3 - 1  | 0 - 1   |

### Finale
Andata 17 maggio, ritorno 24 maggio 1984.
| Squadra 1 | Totale | Squadra 2   | Andata | Ritorno |
| --------- | ------ | ----------- | ------ | ------- |
| Spagna    | 0 - 3  | Inghilterra | 0 - 1  | 0 - 2   |